# Marion Orth
Marion Orth (5 dicembre 1900 – Nashville, 1º dicembre 1984) è stata una sceneggiatrice statunitense che iniziò a lavorare per il cinema nel 1917 scrivendo alcuni soggetti per la regista Lois Weber.

## Filmografia
- The Price of a Good Time, regia di Phillips Smalley e Lois Weber - soggetto (1917)
- Borrowed Clothes, regia di Lois Weber - soggetto (1918)
- A Midnight Romance, regia di Lois Weber - soggetto (1919)
- To Please One Woman, regia di Lois Weber - soggetto (1920)
- Too Wise Wives, regia di Lois Weber - soggetto (1921)
- The Blot, regia di Lois Weber (1921)
- The Lure of Jade, regia di Colin Campbell (1921)
- The Wild Party, regia di Herbert Blaché - soggetto (1923)
- His Mystery Girl, regia di Robert F. Hill - soggetto (1923)
- Dark Stairways, regia di Robert F. Hill - soggetto (1924)
- Single Wives, regia di George Archainbaud (1924)
- As Man Desires, regia di Irving Cummings - soggetto (1925)
- Il prezzo del potere (The Price of Pleasure), regia di Edward Sloman - soggetto (1925)
- Chickie, regia di John Francis Dillon - soggetto (1925)
- The People vs. Nancy Preston, regia di Tom Forman - adattamento (1925)
- Gigolo, regia di William K. Howard - adattamento (1926)
- Corporal Kate, regia di Paul Sloane - soggetto (1926)
- White Gold, regia di William K. Howard - adattamento (1927)
- The Love Thrill, regia di Millard Webb (1927)
- The Woman Who Did Not Care, regia di Phil Rosen - adattamento, sceneggiatura (1927)
- By Whose Hand?, regia di Walter Lang - soggetto e sceneggiatura (1927)
- Come to My House, regia di Alfred E. Green  (1927)
- Ancore d'oro (Sharp Shooters), regia di John G. Blystone - sceneggiatura (1928)
- L'angelo della strada (Street Angel), regia di Frank Borzage (1928)
- La casa del boia (Hangman's House), regia di John Ford (1928)
- Solo un po' d'amore (Mother Knows Best), regia di John G. Blystone (1928)
- I quattro diavoli (4 Devils), regia di Friedrich Wilhelm Murnau - sceneggiatura (1928)
- Not Quite Decent, regia di Irving Cummings  (1929)
- Il velo dell'Islam (The One Woman Idea), regia di Berthold Viertel (1929)
- Manuelita (Romance of the Rio Grande), regia di Alfred Santell (1929)
- La veglia della fiamma (Christina), regia di William K. Howard (1929)
- Carnevale romantico (Cameo Kirby), regia di Irving Cummings - adattamento e dialoghi (1930)
- Il nostro pane quotidiano (Our Daily Bread o City Girl), regia di Friedrich Wilhelm Murnau (1930)
- Caviglie d'oro (Her Golden Calf), regia di Millard Webb (1930)
- Crazy That Way, regia di Hamilton MacFadden (1930)
- The Three Sisters, regia di Paul Sloane (1930)
- Il tormento di un uomo (Man Trouble), regia di Berthold Viertel (1930)
- Beauty Parlor, regia di Richard Thorpe  (1932)
- Charlie Chan's Greatest Case, regia di Hamilton MacFadden - sceneggiatura (1933)
- A Successful Failure, regia di Arthur Lubin (1934)
- Sing Sing Nights, regia di Lewis D. Collins (1934)
- Welcome Home, regia di James Tinling - sceneggiatura (1935)
- La perla nera (Paradise Isle), regia di Arthur Greville Collins (1937)
- Luna di miele a tre (A Bride for Henry), regia di William Nigh (1937)
- Saleslady, regia di Arthur Greville Collins (come Arthur G. Collins) (1938)
- Senza mamma (Romance of the Limberlost), regia di William Nigh (1938)
- Under the Big Top, regia di Karl Brown (1938)
- Hidden Enemy, regia di Howard Bretherton (1940)
- Son of the Navy, regia di William Nigh (1940)
- Tomboy, regia di Robert F. McGowan - soggetto e sceneggiatura (1940)
- Dr. Christian Meets the Women, regia di William C. McGann (come William McGann) (1940)
- Six Lessons from Madame La Zonga, regia di John Rawlins (1941)
- Sing Another Chorus, regia di Charles Lamont (1941)
- Mississippi Gambler, regia di John Rawlins (1942)
- Oh, What a Night!, regia di William Beaudine (1944)